# 2020 SO
2020 SO — небольшой околоземный астероид или искусственный объект, открытый в рамках обзора Pan-STARRS1 в обсерватории Халеакала 17 сентября 2020 года. В настоящее время (конец сентября 2020 года) объект приближается к Земле, а его номинальная траектория показывает, что он подвергнется временному захвату Землёй приблизительно 15 октября 2020 года. Объект войдёт в окрестность Земли через точку Лагранжа L2 и выйдет через точку Лагранжа L1. По мере движения по геоцентрической орбите, 2020 SO совершил тесное сближение с Землёй 1 декабря 2020 года при номинальном перигее на расстоянии около 50 тыс. км. Также он совершит другое тесное сближение в феврале 2021 года при номинальном расстоянии в перигее около 220 тыс. км. Момент тесного сближения в феврале 2021 года известен с точностью ±2 дня.
Пол Чодас (англ. Paul Chodas) из Лаборатории реактивного движения предполагает, что 2020 SO может быть частью разгонного блока «Центавр» аппарата Сервейер-2, запущенного 20 сентября 1966 года. Сходная с земной орбита и малая относительная скорость намекают на то, что объект может обладать искусственной природой. Методы спектроскопии могут позволить определить, покрыт ли объект краской на основе диоксида титана.
В окрестности момента наиболее тесного сближения 1 декабря 2020 года объект предположительно достигнет видимого блеска 14,1 и будет доступен для наблюдения в телескоп с диаметром линзы 150 мм.
Во время открытия 2020 SO обладал параметрами движения, типичными для астероидов главного пояса. Однако, четыре наблюдения, которые были получены в рамках обзора Pan-STARRS в течение 1,4 часа, показали наличие нелинейного движения вследствие вращения наблюдателя вокруг земной оси, что означает близкое расположение наблюдаемого объекта.
По результатам радиолокационных наблюдений 30 ноября 2020 года был определён период вращения 2020 SO, который оказался невероятно маленьким и составил всего 9,5 сек, что также соответствует фотометрическим наблюдениям. Полученные допплеровские радиолокационные изображения 2020 SO подтвердили, что объект имеет вытянутую форму с длиной порядка 10 метров и шириной около 3 метров.

Анимация траектории 2020 SO и захват объекта Землёй с сентября 2020 года до июня 2021 года

| Параметр          | Эпоха                | Орбита тип | Период (p) | Афелий (Q) | Перигелий (q) | Большая полуось (a) | Наклонение (i) | Гелиоцентрический эксцентриситет (e) | Геоцентрический эксцентриситет (e) |
| Единицы измерения |                      |            | (год)      | а. e.      | а. e.         | а. e.               | (°)            |                                      |                                    |
| ----------------- | -------------------- | ---------- | ---------- | ---------- | ------------- | ------------------- | -------------- | ------------------------------------ | ---------------------------------- |
|                   | 31 мая 2020 года     | аполлон    | 1,06       | 1,0722     | 1,0020        | 1,0371              | 0,14060°       | 0,03386                              | 736                                |
|                   | 17 декабря 2020 года | атира      | 0,98       | 0,988      | 0,98349       | 0,98555             | 0,14376°       | 0,00208                              | 0,89956                            |